# Visonta
Visonta község Heves vármegye Gyöngyösi járásában.

## Fekvése
A település a Keleti-Mátraalján, Gyöngyöstől keletre helyezkedik el. Keletről a Bene-patak, délről a Borhy-völgyi-patak határolja.
A közvetlenül határos települések: északkelet felől Markaz, délkelet felől Halmajugra, dél felől Karácsond, délnyugat felől Gyöngyöshalász, nyugat felől Gyöngyös, északnyugat felől pedig Abasár.

### Megközelítése
Főutcája a 24 145-ös számú mellékút, ezen érhető el a 3-as főútról és Abasár felől, a 2416-os útról is. Határszélét keleten érinti még a 24 146-os út is.
Az ország távolabbi részei felől a legegyszerűbben a 3-as főútról közelíthető meg.

## Története
Visonta az Aba nemzetség Csobánka ágának ősi birtoka volt. Nevét az oklevelek 1279-ben Vysonta néven említették először.
A 13. század vége körül Csobánka comes két fia: János és Péter osztozott meg az atyai örökségen, 1302-ben Péter Visontát nyerte, amelyet birtokai középpontjává tett. Fia Pál (1304–1339) szintén Visontát bírta, vásárjával együtt. Ekkor Karácsond, Adács, Zsadány (részben), Kürt (ma puszta Jászladány mellett), Csobánka, Hajontha és Lak tartoztak hozzá. E birtokokat Károly Róbert király az ugyancsak az Aba nemzetség Kompolthi ágából származó Imrének (1324–1339) adományozta. Imre fiai: János, a Visontay család őse, István, Miklós és Imre, a Detky család őse, 1348-ban osztoztak meg birtokaikon, ekkor Visontán kívül többek között Karácsond, Heves, Markaz, Tarnaörs, Adács helységek is birtokukban voltak. A birtokmegosztás alkalmával Visontát három részre osztották és az osztozkodók közül János, István és Imre egy-egy részt kapott belőle.
1421-ben Zsigmond király az utód nélkül elhalt Visontay István birtokát Visontán Kompolthi Istvánnak adta. Így az egész helység a Kompolthiaké lett.
1445-ben  Visonta már városi jellegű település volt.
1489-ben Kompolthi István leányának Erzsébetnek fiai: az alsólendvai Bánffy családból való lendvai Bánffy Miklós és Jakab is részt követeltek maguknak az itteni Kompolthi-féle birtokokból. Kompolthi János fiai: Zsigmond és Ferenc, valamint Országh Mihály négy fia között 1522-ben kötött kölcsönös örökbefogadási szerződés alapján, a Kompolthi család kihaltával, az Országh családé lett.
1549–1552 évi adólajstromok szerint Országh Kristóf birtoka volt, akinek 1567-ben bekövetkezett utód nélküli halála után I. Miksa király 1569-ben Török Ferencné, született Országh Borbálának adományozta.
1635-ös összeírásban 3, 1675-ben 1 3/4 portája volt.
1684-ben az Esterházy, báró Haller, Bossányi családok és Batta Pál birtoka volt.
1693-as összeírás szerint gróf Esterházy István, báró Haller Samu, a Bossányi és a Huszár családok voltak itt birtokosok, 1741-ben pedig a Nyáry család birtoka volt.
A 19. század első felében több birtokosa is volt, a gróf Draskovich, gróf Esterházy, báró Orczy, báró Podmaniczky, továbbá a Saághy örökösök, Goszthony, Taródy, Dévay, Perlaky, Kovács, Póka, Veréb, Pethő, Farkas, Balla, Tamaskovics és Zbiskó családok birtak itt földesúri joggal.
1910-ben 1396 lakosából 1389 magyar volt. Ebből 1354 római  katolikus, 23 izraelita volt.
A 20. század elején Heves vármegye Gyöngyösi járásához tartozott.
Az 1960-as években Visonta nevéhez új jelentős esemény kapcsolódott a hőerőmű, és a külfejtéses bányászkodás. E két nagy üzem odatelepítése alaposan megváltoztatta a község képét, a felettes szervek építési tilalmat rendeltek el, ami 10 évig tartott.

## Közélete

### Polgármesterei
- 1990–1994: Ambrusz Józsefné Bernáth Mária (független)[3]
- 1994–1998: Ambrusz Józsefné (független)[4]
- 1998–2002: Ambrusz Józsefné (független)[5]
- 2002–2006: Ambrusz Józsefné Bernáth Mária (független)[6]
- 2006–2010: Szarvas László (független)[7]
- 2010–2014: Szarvas László (független)[8]
- 2014–2019: Szarvas László (független)[9]
- 2019–2024: Szarvas László (független)[10]
- 2024– : Szarvas László (független)[1]

## Népesség
A település népességének változása:
| Lakosok száma | 1115 | 1121 | 1118 | 1224 | 1168 | 1154 | 1180 |
|               | 2013 | 2014 | 2015 | 2021 | 2022 | 2023 | 2024 |

2001-ben a település lakosságának közel 100%-a magyar nemzetiségűnek vallotta magát.
A 2011-es népszámlálás során a lakosok 85,7%-a magyarnak, 0,2% cigánynak, 0,6% németnek, 0,6% románnak, 0,3% ukránnak mondta magát (14,3% nem nyilatkozott; a kettős identitások miatt a végösszeg nagyobb lehet 100%-nál). A vallási megoszlás a következő volt: római katolikus 49%, református 5,6%, evangélikus 0,3%, görögkatolikus 0,3%, felekezeten kívüli 13% (29,8% nem nyilatkozott).
2022-ben a lakosság 91,2%-a vallotta magát magyarnak, 0,2% cigánynak, 0,2% románnak, 0,1-0,1% ukránnak, németnek és lengyelnek, 2% egyéb, nem hazai nemzetiségűnek (8,8% nem nyilatkozott; a kettős identitások miatt a végösszeg nagyobb lehet 100%-nál). Vallásuk szerint 33,6% volt római katolikus, 4,6% református, 1,1% görög katolikus, 0,3% evangélikus, 0,3% izraelita, 0,2% ortodox, 0,8% egyéb keresztény, 1,1% egyéb katolikus, 15,6% felekezeten kívüli (42,6% nem válaszolt).

## Gazdaság
- Mátrai Erőmű: lignittüzelésű hőerőmű

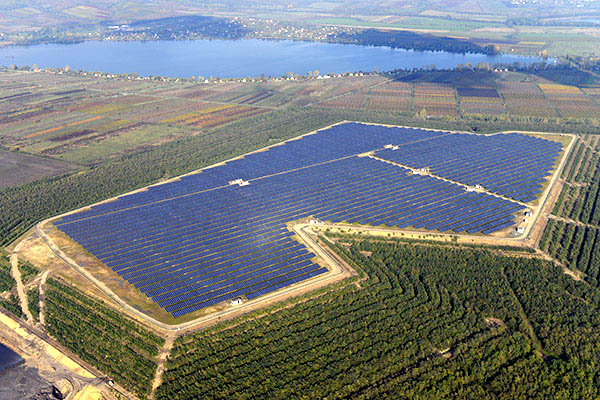
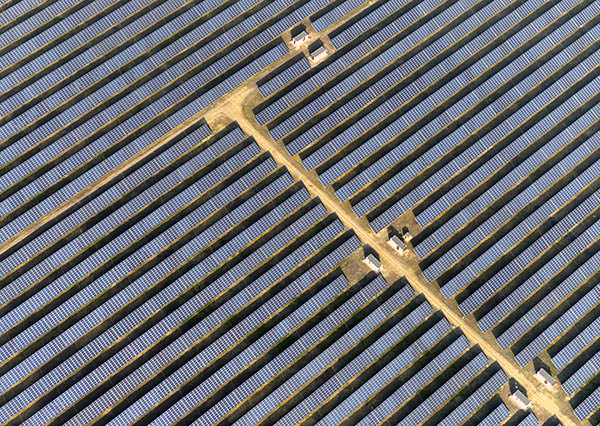
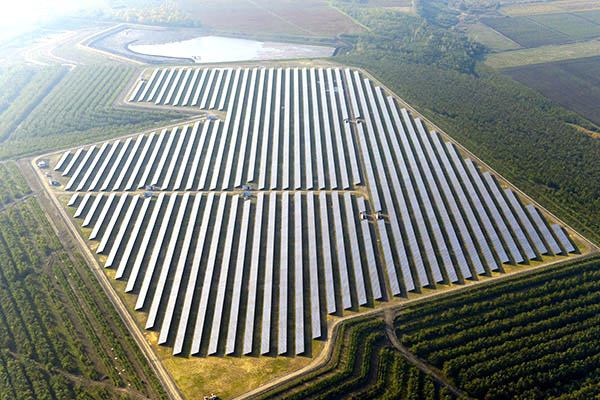

- szőlő- és bor termelés
- napelemekből álló naperőmű

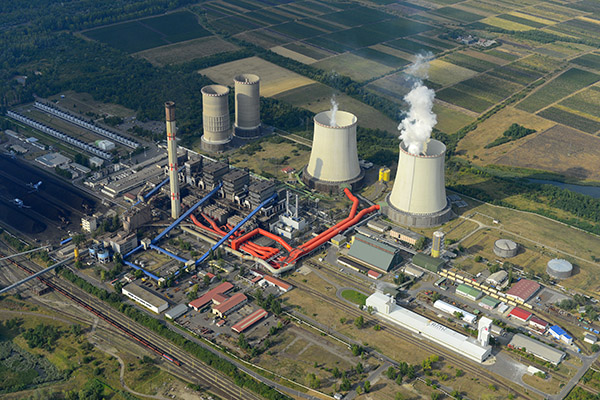
A hőerőmű Visontán
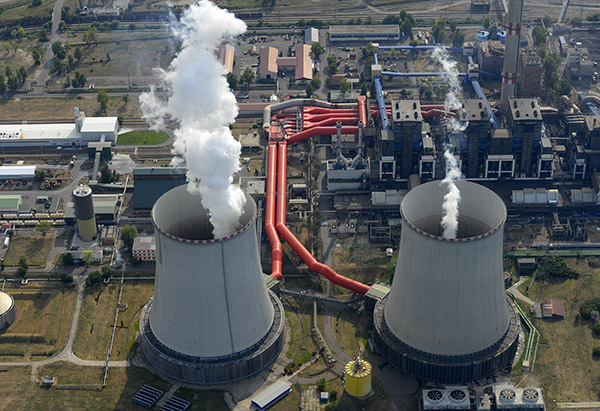
Az erőmű hűtőtornyai
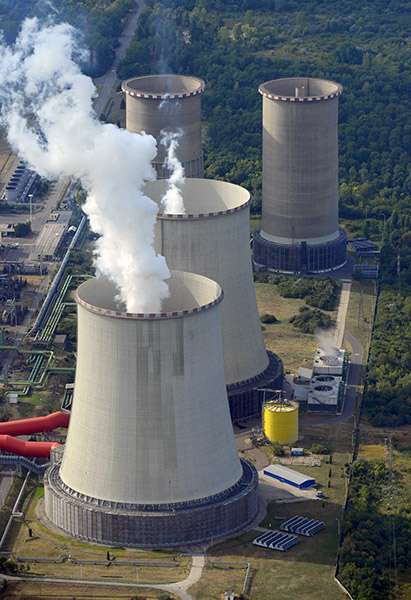
Az erőmű hűtőtornyai

## Nevezetességei
- A többször átépített római katolikus templom 1878-ban nyerte el mai formáját, az előtte álló Nepomuki Szent János szobor 1846-ból való.

## Külső hivatkozások
- Visonta önkormányzatának honlapja